# Sugarfoot (Fernsehserie)
Sugarfoot ist eine US-amerikanische Westernserie, die zwischen 1957 und 1961 produziert wurde.

## Handlung
Die Serie handelt von den Abenteuern des Rechtsanwalts Tom Brewster im Oklahoma-Territorium. Brewster machte seinen Abschluss im Fernunterricht und ist dem Alltag des Wilden Westens nur bedingt gewachsen. Von gestandenen Cowboys wird er deshalb abschätzig „Sugarfoot“ genannt. Brewster hält wenig von Schusswaffen und verteidigt sich lieber mit Worten oder mit einem Lasso. Er trinkt keinen Alkohol, sondern bestellt sich im Saloon lieber ein Root Beer.

## Hintergrund
Die Serie basiert auf dem Western Der Sheriff ohne Colt, den Michael Curtiz 1954 mit Will Rogers junior als Tom Brewster drehte. Kein Zusammenhang dagegen besteht mit dem Randolph Scott-Western Ein Fremder kam nach Arizona, dessen Originaltitel ebenfalls Sugarfoot lautete.
ABC zeigte Sugarfoot in Rotation mit den Westernserien Cheyenne und Bronco. Mittels Handlungsüberschneidungen trat „Sugarfoot“ auch in diesen beiden Serien sowie in der ebenfalls von William T. Orr produzierten Westernserie Maverick auf.
Als Gaststars waren unter anderem Charles Bronson, Slim Pickens, Dennis Hopper und Kurt Russell zu sehen.